# Jimmy Jones (fotbalista, 1928)
Jimmy Jones (25. července 1928, Keady – 13. února 2014, Leady) byl severoirský fotbalista. Podle RSSSF vstřelil 809 gólů, což by z něj dělalo jednoho z nejlepších střelců všech dob. S 647 góly je nejlepší střelec NIFL Premiership.
Vyučil se mechanikem. Začal hrát za Sunysside, za klub odehrál pět zápasů a vstřelil sedm gólů.
Poté začal hrát za Glenavon Juniors, za klub vstřelil 36 gólů v 25 zápasech. Poté rok hrál v Shankill Young Men. Od roku 1946 hrál za Belfast Celtic FC. Od roku 1950 do roku 1951 neodehrál žádný zápas, přestože byl hráčem Larne FC a poté Fulhamu. V roce 1951 se vrátil do Glenavonu a za klub hrál 11 let. V 222 zápasech vstřelil 269 gólů. Krátký čas poté strávil v Portadown FC, Bangor FC a kariéru ukončil po ročním působení v Newry City FC. Jako reprezentant ligy odehrál 24 zápasů a vstřelil 11 gólů. Rok reprezentoval mládež Severního Irska a v třech zápasech reprezentoval i seniorský výběr. Jones byl také motocyklový závodník, zúčastnil se Ulster Grand Prix. Se svoji manželkou měl 2 děti.
Zemřel ve věku 85 let.